# Ян Лот
Ян Тадеуш Лот (пол. Jan Tadeusz Loth; нар. 31 серпня 1900, Варшава, Російська імперія — пом. 7 серпня 1933, Отвоцьк, Польща) — польський футболіст, виступав на позиції воротаря, півзахисника та нападника. легкоатлет та тенісист. Брат Стефана Лота.

## Спортина кар'єра

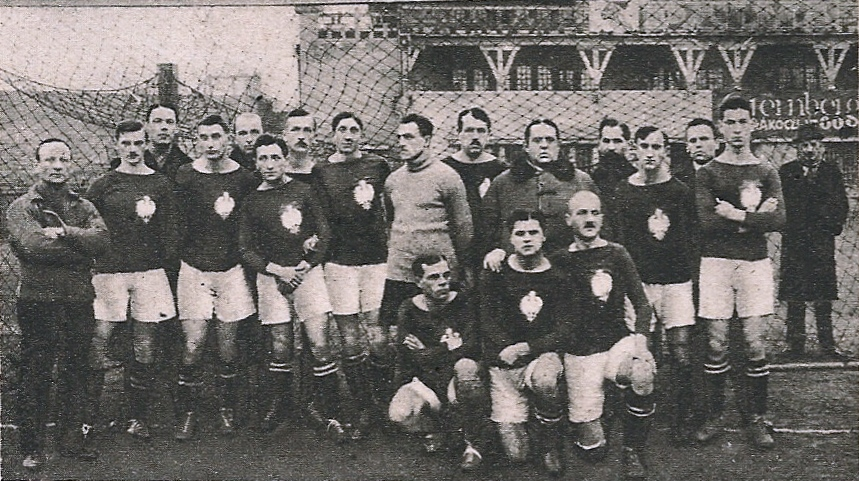
Матч Угорщина-Польщі в 1921 р.
Лот в серединьому ряду, в яскравій формі

Першим знаковим клубом у кар'єрі Яна була варшавська «Полонія». Футболом на клубному рівні розпочав займатися в 1918 року. Після впевненої гри та завоювання срібних медалей чемпіонату Польщі у 1921 році був викликаний на перший в історії збірної матч проти Угорщини в Будапешті (1:0 на користь угорців). За підсумками поєдинку отримав високі оцінки і був визнаний найкращим польським футболістом у цьому матчі за версією уболівальників (лише два польських вболівальника — Едуард Кляйнадель і Вацлав Бабульський) і журналістів з Угорщини та Польщі. Через декілька років змінив позицію й почав виступати в нападі та півзахисті. Як нападник відзначався високою результативністю. У 1926 році разом з варшавською «Полонією» став в віце-чемпіоном Польщі. Лот також займався тенісом та легкою атлетикою. Був рекордсменом країни на дистанції 4×400 метрів, а також віце-чемпіоном по стрибках у висоту. У 1927 році перестав грати у футбол, в 1930 році грав у теніс. У збірній Польщі провів 5 поєдинків, у тому числі й 3 — на позиції воротаря. Єдиний польський футболіст, який виступав у збірній як воротар, так і як польовий гравець. Помер у 1933 році внаслідок важкої хвороби (туберкульоз).
| Матчі Яна Лота за збірну | Матчі Яна Лота за збірну | Матчі Яна Лота за збірну | Матчі Яна Лота за збірну | Матчі Яна Лота за збірну | Матчі Яна Лота за збірну | Матчі Яна Лота за збірну |
| №                        | Дата                     | Матч                     | Рахунок                  | Змагання                 | Голи                     |                          |
| Воротар                  | Воротар                  | Воротар                  | Воротар                  | Воротар                  | Воротар                  | Воротар                  |
| ------------------------ | ------------------------ | ------------------------ | ------------------------ | ------------------------ | ------------------------ | ------------------------ |
| 1.                       | 18 грудня 1921           | Угорщина – Польща        | 1 – 0                    | Товариський              | 0                        |                          |
| 2.                       | 14 травня 1922           | Польща – Угорщина        | 0 – 3                    | Товариський              | 0                        |                          |
| 3.                       | 2 вересня 1923           | Польща – Румунія         | 1 – 1                    | Товариський              | 0                        |                          |
| Польовий гравець         |                          |                          |                          |                          |                          |                          |
| 4.                       | 29 червня 1924           | Польща – Туреччина       | 2 – 0                    | Товариський              | 0                        |                          |
| 5.                       | 10 серпня 1924           | Польща – Фінляндія       | 1 – 0                    | Товариський              | 0                        |                          |